# Георгіївська церква (Заворичі)
Церква святого великомученика Георгія Побідоносця — дерев'яна церква у селі Заворичі Київської області. Щойно виявлена пам'ятка архітектури. Парафія належить до Бориспільської єпархії УПЦ МП. Церква згоріла 7 березня 2022 року після артилерійського удару російських окупантів. 

## Історія
Однокупольна дерев'яна церква Святого Георгія у Заворичах була збудована 1873 року за типовим проектом.
Після більшовицької окупації села 3 лютого 1918 року було вбито священика церкви святого Георгія Петра Шекуна. 
У 1935 році церква була закрита для богослужіння, а в її приміщенні облаштовано зерносховище. 
1968 року відновлено богослужіння та розписано церкву, внаслідок чого майже всі оригінальні розписи було втрачено.
У 1998-2012 роках було проведено реставрацію церкви святого Георгія.
Станом на 2022 рік настоятелем церкви був протоієрей Петро Котюк.

### Знищення церкви російськими окупантами
7 березня 2022 року, під час російського вторгнення в Україну, церкву святого Георгія було знищено ударом артилерії російських окупантів. Займання сталось від прямого влучання снаряду в купол храму, паркан церкви було розстріляно з кулемета.

## Світлини

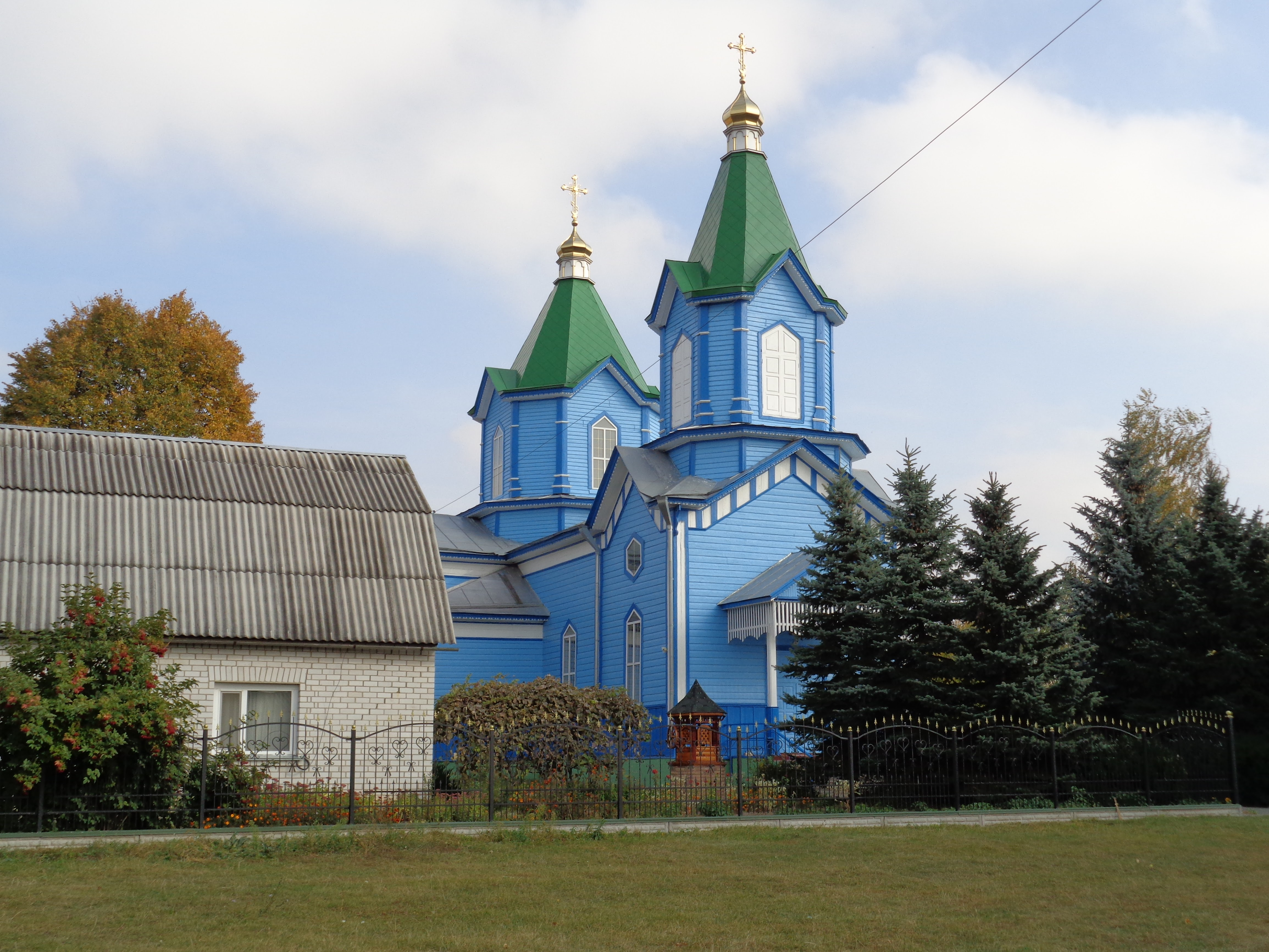
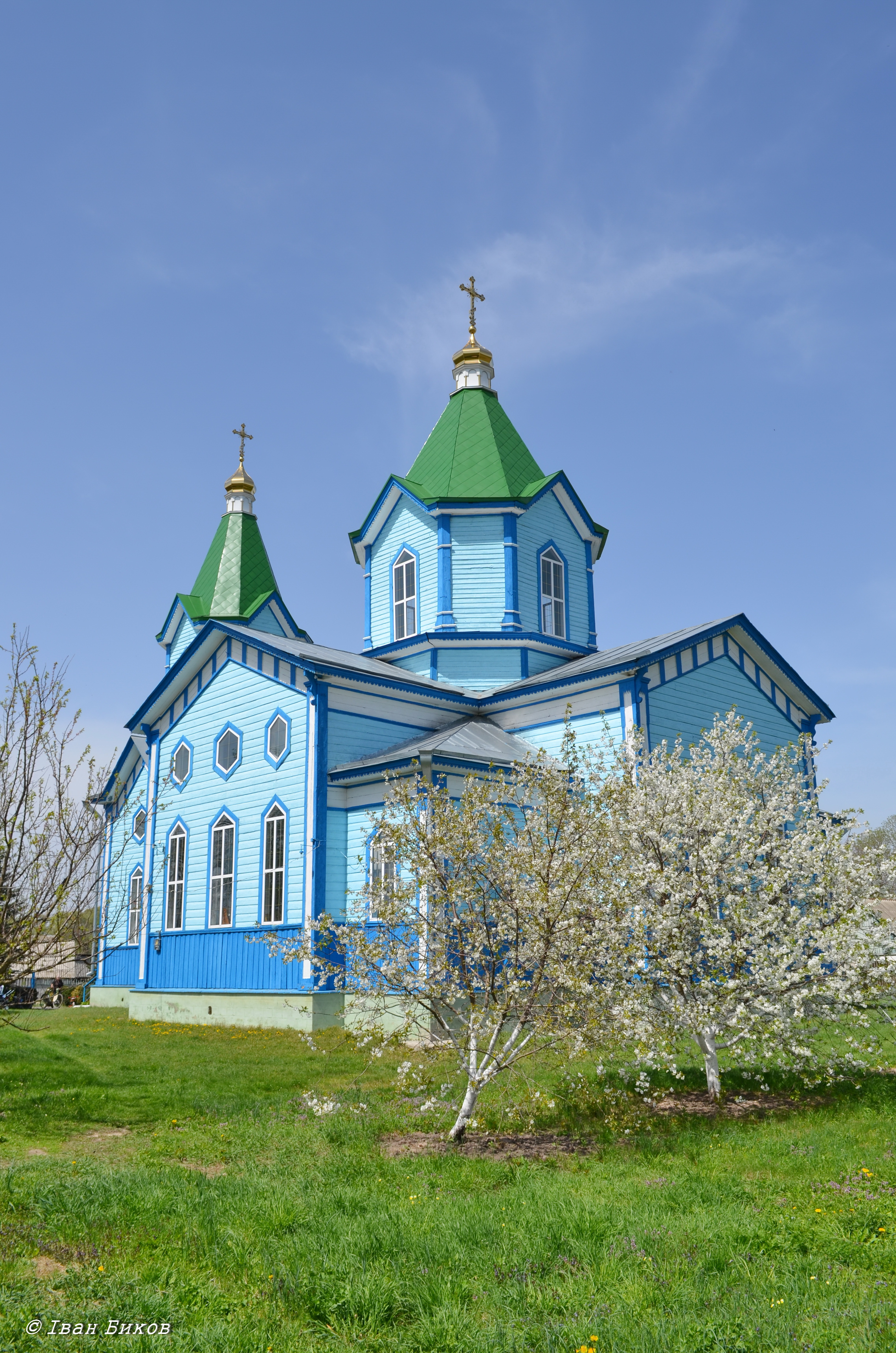
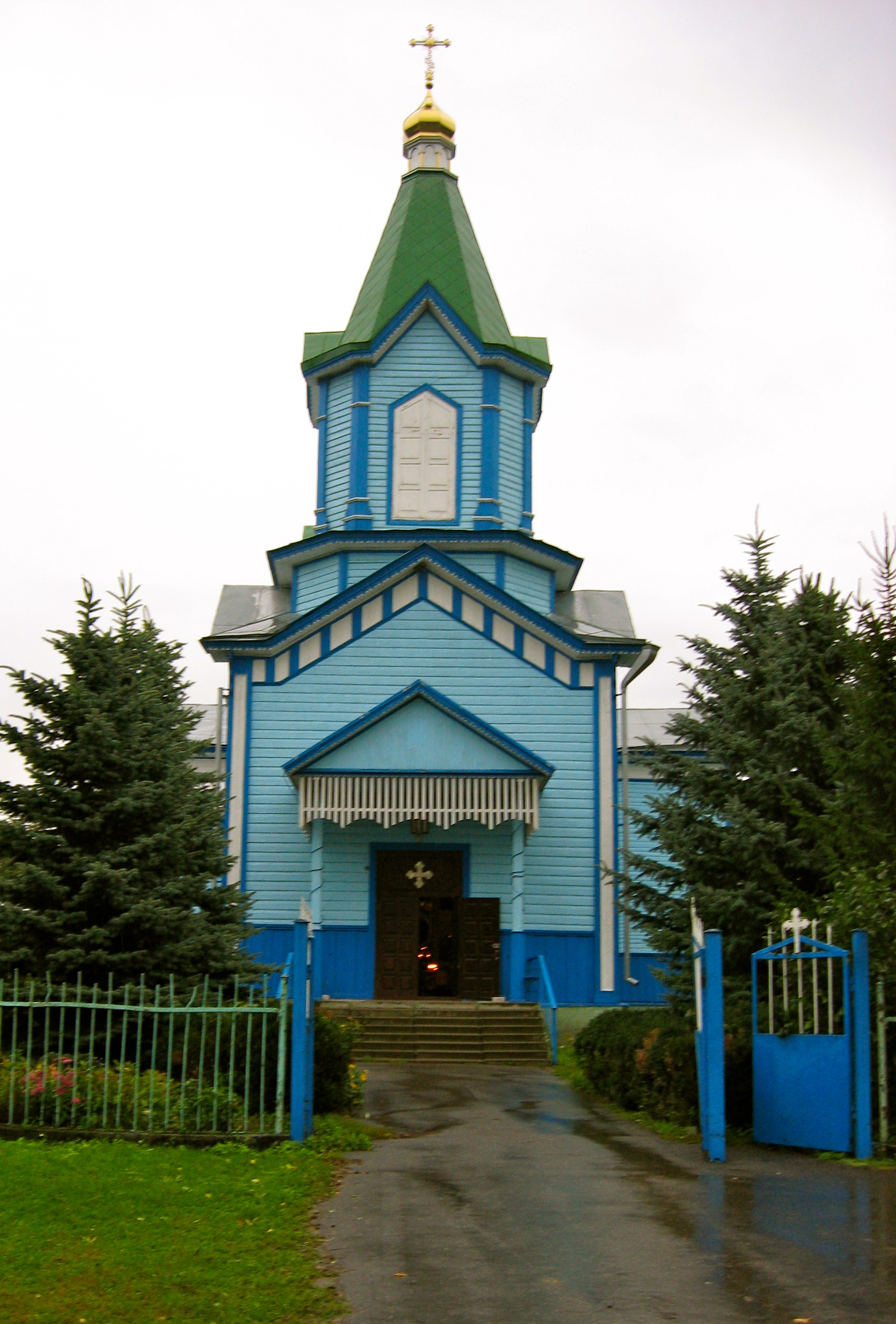
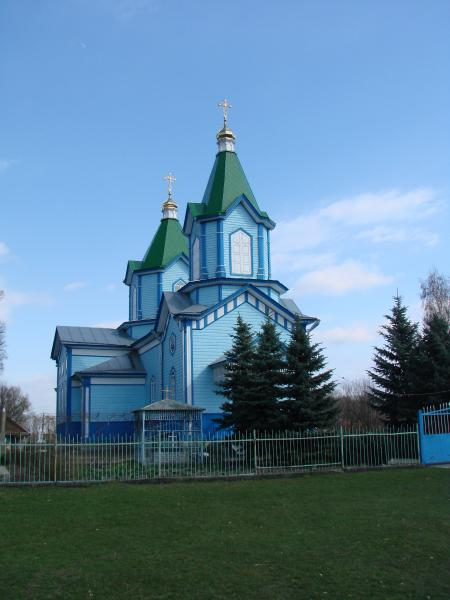
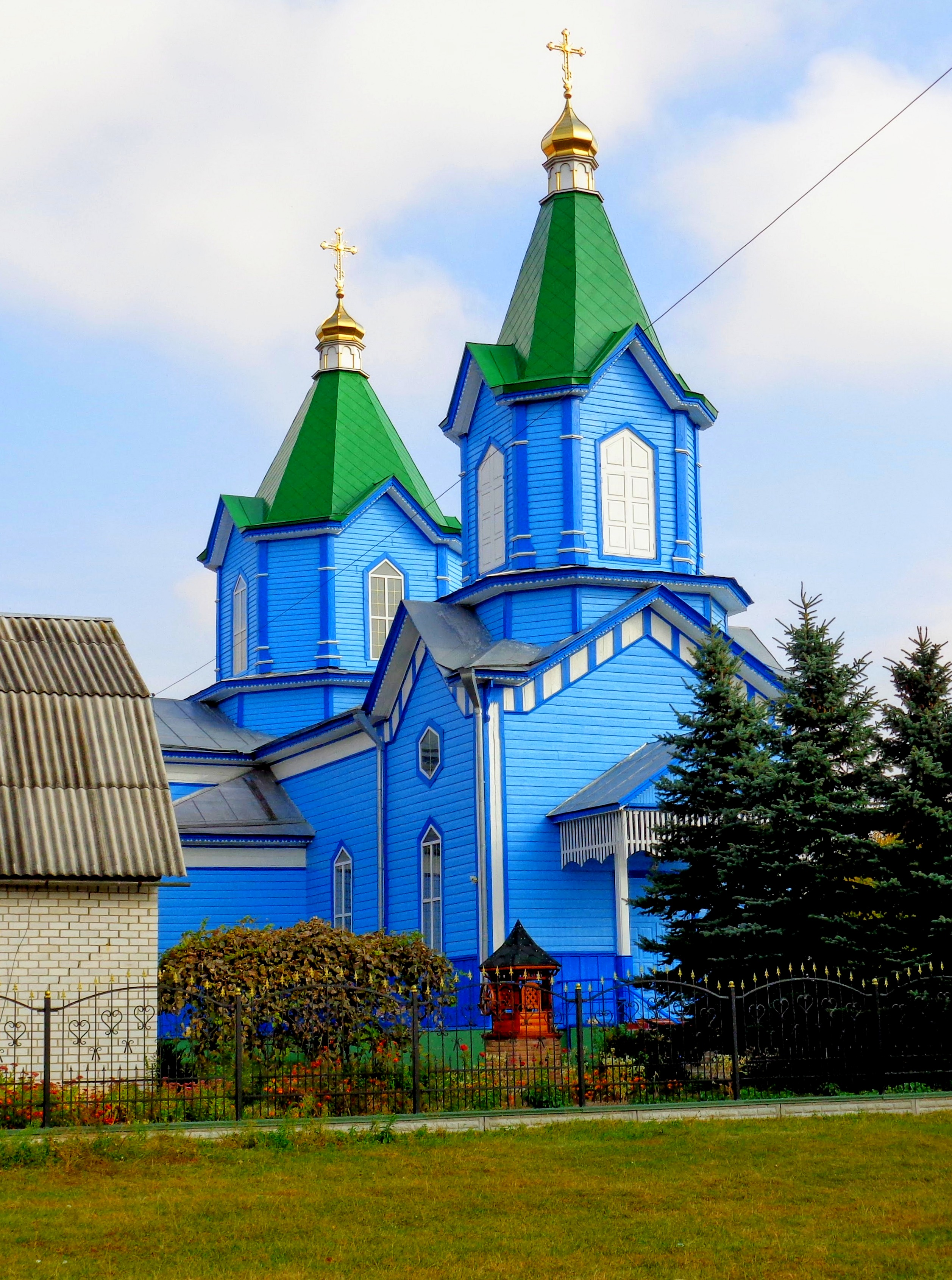